# Мармье, Ксавье
Ксавье Мармье (1809—1892)  — французский писатель и путешественник.

## Биография
Родился 22 июня 1808 года в Понтарлье. Его отец, Жан-Франсуа-Ксавье был женат на Мари Габриэль Онорин Майо; у них шестеро детей, четыре сын и две дочери.
В 1828 году он отправился в Безансон. Его друг Чарльз Вайс предложил ему должность заместителя библиотекаря, от чего он отказался, отправившись в Париж. Затем путешествовал в Пиренеи, посетил Лондон. Вернувшись во Франш-Конте, написал статью для газеты L'Impartial.
Прекрасно изучив немецкий язык и долго прожив в Германии, он уже в 1830-х гг. обратил на себя внимание этюдами о Гёте и немецкой литературе и В начале 1830-х годов стал редактором «Nouvelle Revue Germanique». Он опубликовал десятки статей о Германии, этюды о Гёте, Шиллере, Гофмане в ведущих французских журналах. В 1834 году в журнале «Телескоп» в переводах В. Г. Белинского были напечатаны пять статей Мармье, в 1837 году «Московский наблюдатель» напечатал его «Германские предания». 
В 1836 году принял участие в научной экспедиции, снаряженной французской академией на корвете «Recherche», для изучения северных морей. Побывал в Исландии, Дании, Швеции, изучая скандинавскую литературу, историю и культуру; в 1838 году в Стокгольме ему предложили присоединиться к экспедиции в северную Норвегию и он добрался до Шпицбергена. Собранные материалы он опубликовал в ряде сочинений: «Histoire de l’Islande» (1838) и «Histoire de la littérature en Danemark et en Suède» (1839); позже появились «Souvenirs de voyage» (1841), «Chants populaires du Nord» (1842), «Poésies d’un voyageur» (1843), «Voyage de la Commission scientifique du Nord»(1844).
Вернувшись в Париж, он был назначен библиотекарем в Министерстве народного просвещения. В 1846 году он стал куратором, а затем главным администратором библиотеки Сент-Женевьев в Париже и историографом Морского министерства.
Продолжая путешествовать, посетил Нидерланды, Россию и Польше, затем  был в Сирии и Алжире. В мае 1842 года Мармье познакомился в Гельсингфорсе с Яковом Карловичем Гротом и вскоре прибыл в Санкт-Петербург, а затем отправился в Москву. В 1843 году в двух томах вышла его книга «Lettres sur la Russie, la Finlande et la Pologne», которая в немецком переводе появилась в 1844 году, а в 1851 году была переиздана. В России она была сразу же запрещена из-за «слишком свободных суждений». 
Позже Мармье объездил Северную и Южную Америку. Свои путешествия он описал в нескольких книгах: «Du Rhin au Nil» (1847), «Lettres sur l’Algérie» (1847), «Lettres sur l’Amérique» (1852), «Lettres sur l’Adriatique et le Montenegro» (1854), «Du Danube au Caucase» (1854), «Un été au bord de la Baltique» (1856), «Voyage pittoresque en Allemagne» (1858—59), «En Amérique et en Europe» (1859), «Voyage en Suisse» (1861), «Voyages et littérature» (1862, 1888), «De l’Est à l’Ouest, voyages et littérature» (1867), «Les Etats-Unis et le Canada» (1875), «En pays lointains: la France et ses colonies» (1876), «En Franche-Comté» (1884).
Мармье написал несколько романов и рассказов: «Les fiancés de Spitzberg» (1858), «Gazida» (1860), «Histoires allemandes et Scandinaves» (1860), «Hélène et Suzanne» (1862), «En Alsace — l’avare et son Trésor» (1863), «Nouvelles du Nord» (перев. с русск., 1882) и др. Книги Мармье, знакомящие с бытом и словесностью почти всех цивилизованных народов, страдают, порой, поверхностностью, но никогда грубо не грешат против истины; они написаны остроумно и легко.